# 阿赫霍特普 (卢浮宫马斯塔巴)

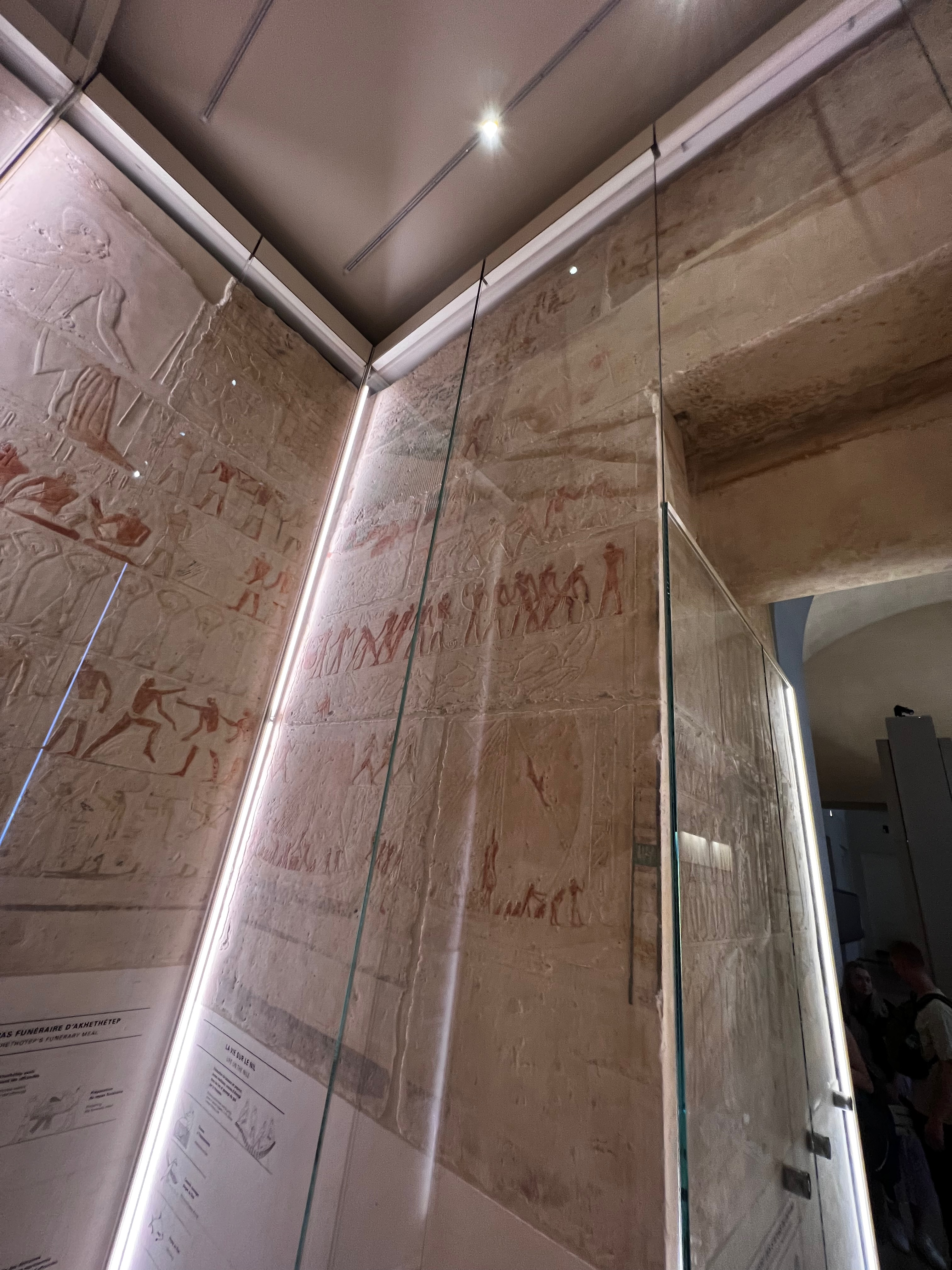
在卢浮宫展出的阿赫霍特普马斯塔巴

阿赫霍特普是古埃及古王国时期的一位官员，他生活的年代可以追溯到第五王朝末或第六王朝初期。人们在萨卡拉发现了他的马斯塔巴，其中的许多装饰部件被带到了卢浮宫展出，阿赫霍特普也因此闻名。
阿赫特泰普的马斯塔巴中刻有他的许多头衔，其中包括赫卡祭司、库努姆祭司和荷鲁斯祭司。除此之外，他还拥有头衔“唯一的朋友”和“无双的领袖”。
通过他陵墓中的铭文可以重建他的家庭，他的妻子身份不明，但他至少有三个儿子：塞恩库普塔一世、雷克胡夫一世和阿赫霍特普二世。雷克胡夫一世也拥有自己的马斯塔巴，他的马斯塔巴距离他父亲的马斯塔巴不远。雷克胡夫一世有一个儿子，名叫阿赫霍特普三世，也因他自己的马斯塔巴而闻名。阿赫特泰普三世有两个儿子，分别是雷克胡夫二世和佩赫内弗，他们也都拥有各自的马斯塔巴。